# Electronics Workbench
Electronics Workbench es un software capaz de simular circuitos digitales o electrónicos a través de un laboratorio virtual compuesto por varios paneles donde se ofrecen instrumentos para el diseño de dispositivos electrónicos. Es también una empresa radicada en la ciudad canadiense de Toronto, en Ontario, que fue la que produjo este software por primera vez.
La empresa se creó con el nombre de Interactive Image Technologies por Joe Koenig y se especializó en la producción de películas educativas y documentales. Cuando el gobierno de Ontario expresó la necesidad de una herramienta educativa para la enseñanza de la electrónica en los institutos, la compañía creó un simulador de circuitos al que denominó Electronics Workbench.
En 1999, la compañía se fusionó con Ultimate Technology, otra empresa especializada en EDA (diseño de circuitos integrados complejos) y asumieron el nombre del producto más conocido de la primera, Electronics Workbench. En febrero de 2005, la empresa fue adquirida por National Instruments, constituyendo el National Instruments Electronics Workbench Group.